# Saga Esphælinga
Saga Esphælinga es una saga islandesa, hoy desaparecida, que trata sobre la historia del clan familiar de los Esphælingar, de la Mancomunidad Islandesa. Parte de la historia se conoce porque también aparece en Þórarins þáttr ofsa, Þórðarbók, y saga Ljósvetninga (cap. 32).